# Rubroscirus viscayana
Rubroscirus viscayana är en spindeldjursart som först beskrevs av Corpuz-Raros och Mauricio Garcia 1995.  Rubroscirus viscayana ingår i släktet Rubroscirus och familjen Cunaxidae. Inga underarter finns listade i Catalogue of Life.